# فرودگاه شهری تریسی (کالیفرنیا)
فرودگاه شهری تریسی (کالیفرنیا) (به انگلیسی: Tracy Municipal Airport (California)) یک فرودگاه همگانی باربری است که یک باند فرود آسفالت دارد و طول باند آن ۱۲۲۱ متر است. این فرودگاه در کشور ایالات متحده آمریکا قرار دارد و در ارتفاع ۵۹ متری از سطح دریا واقع شده است.